# Glycyphana festiva
Glycyphana festiva är en skalbaggsart som beskrevs av Fabricius 1792. Glycyphana festiva ingår i släktet Glycyphana och familjen Cetoniidae. Inga underarter finns listade i Catalogue of Life.